# I Got to Give It Up
I Got to Give It Up ist ein im Jahr 1994 veröffentlichtes Lied der deutschen Eurodance-Band Masterboy. Es ist die erste Singleauskopplung aus dem Album Different Dreams.

## Entstehung und Inhalt
I Got to Give It Up wurde von Beatrix Delgado eingesungen und von Tommy Schleh gerappt. Die Single wurde am 28. Februar 1994 als erste Singleauskopplung aus dem Album Different Dreams veröffentlicht. Als Autoren und Komponisten gelten Tommy Schleh, Enrico Zabler, Beatrix Delgado und Stephan Krauss, produziert wurde die Single von Jeff Barnes und Rico Novarini. Es handelt sich um einen Eurodance-Song mit melodischem, von Delgado gesungenem Refrain und von Schleh gerappter Strophe. Der Text handelt davon, dass der Protagonist eine nicht mehr funktionierende Beziehung aufgeben und ihr einfach nur entfliehen will, egal was das Gegenüber anbietet.

## Musikvideo
Auch ein Musikvideo wurde zum Song gedreht. Regisseur war Marco Nunelli. Es zeigt die Gruppe unter anderem in Hochhaussiedlungen und beim Billard und wurde bei YouTube über 20 Millionen Mal abgerufen (Stand: Januar 2024).

## Charts und Chartplatzierung
| ChartsChartplatzierungen | Höchstplatzierung | Wochen |
| ------------------------ | ----------------- | ------ |
| Deutschland (GfK)        | 13 (19 Wo.)       | 19     |
| Österreich (Ö3)          | 25 (7 Wo.)        | 7      |
| Schweiz (IFPI)           | 17 (11 Wo.)       | 11     |